# 亨茨維爾 (印地安納州麥迪遜縣)
亨茨維爾（英語：Huntsville）是位於美國印地安納州麥迪遜縣的一個非建制地區。該地的面積和人口皆未知。